# Bemarivo (Anjobony)
Der Bemarivo ist ein Fluss im Flusssystem des Sofia in Madagaskar, der mit einem Einzugsgebiet von 15.270 km² mehr als die Hälfte von dem des Sofia ausmacht.

## Verlauf
Der Fluss hat seine Quellen am Berg Antolana, westlich von Andilamena. Er fließt in nördliche bis nordwestliche Richtung. Von der Quelle bis zum Dorf Miarinarivo trägt er den Namen Ankobaka. Ab Miarinarvo nimmt die Steigung merklich ab und der Fluss mäandriert stark. Er hat in seinem Unterlauf ein sehr breites Bett mit Sandbänken. Der Bemarivo mündet nach 265 km in den Anjobony, 6 km bevor dieser wiederum in den Sofia mündet.

## Hydrometrie
Die Durchflussmenge des Bemarivo wurde an der hydrologischen Station Andranomiditra beim gut 40 % des Einzugsgebietes, über die Jahre 1981 bis 1983 mit sehr wenig Daten gemessen (gemittelt in m³/s).